# Selaginella trisulcata
Selaginella trisulcata är en mosslummerväxtart som beskrevs av Erik Asplund. Selaginella trisulcata ingår i släktet mosslumrar, och familjen mosslummerväxter. Inga underarter finns listade i Catalogue of Life.